# Militärbahn
Eine Militäreisenbahn, militärische Eisenbahn oder verkürzt Militärbahn ist eine vom Militär finanzierte und/oder betriebene Eisenbahn. Zum einen fallen darunter Eisenbahnstrecken, die in Friedenszeiten von Eisenbahntruppen zu Ausbildungszwecken betrieben werden, ebenso auch Eisenbahnstrecken innerhalb militärisch genutzter Bereiche, etwa größeren Kasernengeländen oder Truppenübungsplätzen, die der Beförderung von Militärangehörigen sowie von militärischen Gütern dienen. Zum anderen werden im weiteren Sinn auch Feldeisenbahnen, die während Militärmanövern oder im Kriegsfall temporär oder dauerhaft erbaut und von Militär betrieben werden, als Militärbahnen bezeichnet.
Beide Arten von Militärbahnen wurden hauptsächlich im Zeitraum ab etwa Mitte des 19. Jahrhunderts bis etwa zum Ende des Zweiten Weltkriegs betrieben. In der Zeit des Kalten Kriegs wurden entsprechende Bahnen fast ausschließlich noch durch Eisenbahntruppen des Warschauer Pakts erbaut und betrieben. Seit Ende des Kalten Kriegs haben, von Anschlussbahnen für Kasernen und Truppenübungsplätzen abgesehen, vom Militär betriebene Eisenbahnen ihre Bedeutung weitgehend verloren.
Nicht zu den Militärbahnen zählen Strategische Bahnen, die im Regelfall nicht vom Militär erbaut und betrieben wurden, sondern von privaten oder staatlichen Eisenbahngesellschaften. Sie wurden zwar vor allem aufgrund ihres vermuteten Nutzens im Kriegsfall erbaut, dienen aber ansonsten primär zivilen Zwecken.

## Geschichte
Die militärische Nutzung der Eisenbahnen begann nur wenige Jahre nach dem Bau der ersten Eisenbahnstrecken. Bereits 1839 wurden in Preußen erstmals Truppen per Bahn transportiert, andere europäische Staaten folgten sehr bald. In den Italienischen Unabhängigkeitskriegen wurde die Eisenbahn bereits intensiv benutzt, Frankreich verdankte seinen Sieg über Österreich 1859 auch dem schnelleren Aufmarsch seiner Truppen dank gut ausgebauten französischen Eisenbahnnetzes. Im Regelfall nutzte das Militär jedoch zunächst die Eisenbahnen lediglich ähnlich wie zivile Verlader, ohne sich weiter um den Bau und Betrieb zu kümmern. Eine erste Militärbahn mit einer Länge von rund 23 Kilometern errichteten schließlich die Briten 1855 im Krimkrieg während der Belagerung von Sewastopol, um Versorgungsgüter vom Hafen Balaklawa zu den Stellungen zu befördern.
Erster „Eisenbahnkrieg“, in dem die schnelle Instandsetzung und Nutzung von Eisenbahnen mitentscheidend und der Betrieb von Militärbahnen bedeutsam wurde, war der amerikanische Sezessionskrieg 1861 bis 1865. Beide Seiten hatten Probleme, die Vielzahl privater Eisenbahngesellschaften entsprechend zu koordinieren. Die Nordstaaten begründeten daher 1862 die United States Military Railroad (USMRR) unter ihrem ersten Leiter, General Daniel McCallum. Dieser, zuvor ein erfolgreicher Eisenbahnmanager, übernahm vor allem die administrative Leitung, Leiter der Bauabteilung wurde Herman Haupt. Die USMRR übernahm den Betrieb bislang privater Strecken auf allen Kriegsschauplätzen. Gegen Kriegsende betrieben die USMRR fast 2000 Kilometer Bahnstrecken und hatten vor allem bei Bau und Reparatur von Strecken und Brücken enorme Leistungen erbracht.
Die amerikanischen Erfahrungen wurden in Europa aufmerksam registriert. Bereits 1866 stellte Preußen seine ersten Eisenbahntruppen auf, die im Kriegsfall Reparatur und Bau von Eisenbahnstrecken übernehmen sollten. Erste Erfahrungen konnten die neuen Feldeisenbahn-Abteilungen bereits im gleichen Jahr im Deutschen Krieg gegen Österreich sammeln. Umfangreiche Aufgaben übernahmen die preußischen Eisenbahntruppen dann im Deutsch-Französischen Krieg 1870 bis 1871. Dazu zählte der Bau verschiedener provisorischer Umgehungsbahnen sowie der Betrieb von Eisenbahnstrecken mit einer Gesamtlänge von zuletzt rund 4000 Kilometern in den besetzten Teilen Frankreichs.
Nach dem Krieg richtete die preußische Armee für ihre Feldeisenbahntruppen die Königlich Preußische Militär-Eisenbahn ein, deren von 1873 bis 1874 erbaute Strecke von Berlin zum Artillerieschießplatz Kummersdorf von den Eisenbahntruppen betrieben wurde, die aber auch dem allgemeinen Verkehr zur Verfügung stand. Auch das Königreich Bayern stellte eigene Eisenbahntruppen auf.

## Beispiele

### Chile
Die Ferrocarril Militar de Puente Alto al Volcán war eine 60 km lange Militär-Schmalspurbahn mit einer Spurweite von 600 mm von Puente Alto nach El Volcán.

### Deutschland
In Deutschland diente zur Ausbildung der Eisenbahntruppen die der königlich preußischen Militärverwaltung gehörende Königlich Preußische Militär-Eisenbahn von Berlin nach Jüterbog. Der Bau ihres ersten, 45 km langen Teiles von Berlin (Militärbahnhof Schöneberg) über Zossen zum Schießplatz Kummersdorf wurde 1874 begonnen und im Oktober 1875 in Betrieb genommen. 1895 wurde die Militärbahn zum Schießplatz Jüterbog verlängert, 1897 wurde der Betrieb auf dieser Strecke eröffnet. Ihre Gesamtlänge betrug 71 km. Sie hatte 14 Bahnhöfe. Im Anfangs- und im Endbahnhof sowie in Marienfelde und Zossen bestanden Gleisverbindungen mit den Preußischen Staatseisenbahnen. Auf der Bahn fand auch ziviler Personenverkehr statt, der vom Militär durchgeführt wurde.
Ein weiteres Beispiel ist die Feldbahn Brotterode–Wernshausen, der Vorläufer der Trusebahn. In den Jahren 1896/97 betrieb das Eisenbahnregiment Schöneberg diese Feldbahn, um den Wiederaufbau des völlig abgebrannten Brotterode voranzutreiben. Das anschließend eingelagerte Material kam teilweise in Deutsch-Südwestafrika wieder zum Einsatz.

### Frankreich
In Frankreich betrieb eine der Eisenbahnkompanien zu Ausbildungszwecken die 75 km lange Staatsbahnstrecke Orléans–Patay–Voves–Chartres mit zwei Bahnhöfen und elf Haltepunkten. Nur die Dienste, bei denen Kommunikation mit dem Publikum, wie z. B. der Fahrkartenverkauf, unerlässlich waren, wurden von Zivilbeamten versehen. Die Offiziere, Unteroffiziere und Mannschaften, die im regelmäßigen Wechsel abgelöst wurden, erhielten bei ihrer Rückkehr zur Truppe ein Zeugnis als Bahnhofsvorsteher, Lokomotivführer, Heizer, Zugführer etc.

### Griechenland
Die Kodza-Déré-Decauville war eine während des Ersten Weltkrieges vom französischen Heer gebaute etwa 13,5 km lange Militär-Schmalspurbahn in Peonia bei Polykastro im griechischen Teil von Makedonien.

### Italien
In Italien betrieben die vier Eisenbahnkompanien der Garnison Turin die Strecke Turin–Torre Pellice, die zwei in Rom die Strecke Rom–Frascati. Außerdem wurden für Offiziere besondere Lehrgänge zur Ausbildung im Eisenbahndienst gehalten, wobei sie nach einer 15-tägigen Vorbereitungszeit auf einzelnen Bahnhöfen Dienst taten.

### Libyen
Die Senussi Cave Railway war eine 1941 während der Belagerung von Tobruk errichtete knapp 400 m lange Militär-Schmalspurbahn bei der Senussihöhle in der Nähe von Tobruk.

### Österreich-Ungarn
In Österreich-Ungarn wurde die 101,5 km lange Eisenbahn Banjaluka-Doberlin als Militärbahn durch das Eisenbahnregiment betrieben.

### Russland
In Russland wurde besonderer Wert auf die Ausbildung der Eisenbahntruppen im Eisenbahnbau gelegt. Sie hatten daher auch bei einer ganzen Anzahl von Neubauten, z. B. bei der Transkaspischen Eisenbahn, der Ussuri-Bahn, der Transsibirischen Eisenbahn und der Baikal-Amur-Magistrale mitgewirkt. Zur Ausbildung im Betriebsdienst standen ihnen ebenfalls eine Anzahl Eisenbahnstrecken, namentlich der kaukasischen und transkaspischen Bahnen, zur Verfügung. Die eigentliche Militärbahn war die 57 km lange Strecke Kowel–Wladimir–Wolynsk, bei der seit 1910 auch eine Offizier-Eisenbahnschule bestand.
Weiter wurde die historische Zarskoje-Selo-Bahn nach 1905 zu einer Militärbahn umgewidmet, nachdem parallel eine neue Strecke in russischer Breitspur für den öffentlichen Verkehr errichtet worden war. Auf der Militärbahn verkehrten – teils nach Fahrplan – täglich Züge für Regierung und Hof, wenn dieser sich in Zarskoje Selo aufhielt.

### Thailand und Myanmar
Eines der bekanntesten Beispiele für eine Militärbahn ist die Thailand-Burma-Eisenbahn, deren Konstruktion ebenso strategisch wie taktisch motiviert war.